# Bidri
Bidri je indijska slitina od 16 dijelova cinka i 1 dijela bakra, te malih količina olova( po drugim izvorima slitina se sastoji od 95% cinka i 5 %  bakra ). U pravilu je korištena za izradu ukrasnih crno patiniranih posuda ukrašenih umetcima od mjedi, zlata i srebra. Ova se tradicija u Indiji zadržala sve do danas, a najvažniji su centri proizvodnje Bidar i Hyderabad.

## Povijest
Bidri se proizvodi od 14. stoljeća.Smatra se da je tehnika u Indiju   donesena iz Perzije.

## Vanjske poveznice
- About Bidriware on Official Bidar website.